# DFS Rhönsperber
Dimensions
Le DFS Rhönsperber, Schweyer Rhönsperber ou Jacobs Rhönsperber est un planeur de compétition monoplace conçu en Allemagne par Hans Jacobs ayant volé la première fois en 1935. Pendant plusieurs années, il a été considéré comme le meilleur planeur allemand et il a été construit à une centaine d'exemplaires.

## Conception et développement
En 1935, Hans Jacobs est sollicité par Alexander Lippisch pour devenir concepteur en chef des planeurs à la DFS ( Deutsche Forschungsanstalt Für Segelflug ) à Darmstadt, après la fermeture de la RRG ( Rhön-Rossitten Gesellschaft ) à la Wasserkuppe en 1933. Le Rhönsperber ressemble à son planeur précédent, le Rhönbussard, mais il est plus volumineux, avec une aile repositionnée et un cockpit fermé. Un allongement supérieur améliore ses performances.  Pendant quelques années après son premier vol en 1935 le Rhönsperber est considéré comme le meilleur planeur de compétition allemand. 
L'aile haute du Rhönbussard limitait la vue du pilote, mais sur le Rhönsperber, elle était abaissée au milieu du fuselage . C'est un planeur bois et toile avec une aile monolongeron. L'aile est coffrée en contreplaqué du bord d'attaque au longeron ce qui forme un caisson de torsion. À l'arrière du longeron, l'aile est entoilée. Chaque aile est en deux parties, une centrale à corde constante et une extérieure effilée au bord d'attaque et au bord de fuite terminée par saumons semi-elliptiques. Les sections centrales ont un dièdre de 5° et les sections extérieures sont horizontales ce qui forme l'aile de mouette caractéristique. Les aérofreins sont placés au centre de l'extrados  de la section centrale et les ailerons entoilés occupent les bords de fuite des panneaux extérieurs. 
Le fuselage est recouvert de contreplaqué, sa section est en goutte d'eau. Le cockpit est de dimensions généreuses,.   La verrière est en plusieurs vitrages avec un pare-brise peu incliné  la partie fixe de la verrière s'étend jusqu'au milieu de l'aile. La section avant, y compris le tableau de bord et une petite partie du fuselage, s'articule à droite pour l'accès. La dérive fine  est également coffrée en contreplaqué, mais le reste de l' empennage est entoilé sur une structure en bois. Le gouvernail, comme la dérive, est droit effilé avec une pointe arrondie. Il descend jusqu'à la quille. Un empennage effilé et les gouvernes de profondeur sont posés sur le dessus du fuselage, les gouvernes ayant une découpe pour le débattement du gouvernail. Le Rhönsperber n'a pas de roue, seulement un patin incurvé allant du nez à l'arrière de la corde médiane et un sabot arrière prononcé et intégré. 
La DFS n'a construit que des prototypes  la construction du Rhönsperber étant confiée à Schweyer Flugzeugbau à Ludwigshafen qui en a produit une centaine. 

## Historique opérationnel
Il a brièvement détenu le record mondial de distance avec 474 kilomètres par Ludwig Hofmann en 1935, ce fut le premier vol en planeur de plus de 400 kilomètres.  Un autre record du monde de planeur a été établi en 1937, lorsque Paul Steinig a atteint une altitude de 6 200 m. 
La première traversée des Alpes en planeur a été effectuée par Heini Dittmar en 1936.  Un autre aviateur bien connu, Ernst Udet avait son propre Rhönsperber, qu'il a piloté une fois depuis le Jungfraujoch en 1935. L'année suivante Peter Riedel fait des démonstrations de voltige en planeur aux Jeux olympiques d'hiver, décollant et atterrissant sur la glace.  Hanna Reitsch a également soumis un Rhönsperber à des acrobaties aériennes vigoureuses atteignant 385 km/h dans un piqué en spirale en perdant 1 900 m en quarante-deux tours en à peine 2'45''.  Il a eu de nombreux succès en compétition. 
Le modèle a été commercialisé aux États-Unis par Emil Lehecka, qui en a importé un pour sa participation aux US Annual National Soaring Contest de 1937. 
Un Rhönsperber (immatriculation civile NC17898) a été intégré au service de l'USAAF sous la désignation TG-19 ( s/n 42-57165).
Un Rhönsperber ( BGA260 ) modifié avec un empennage de Rhönbussard  vole au Royaume-Uni en 2018. Il est basé au London Gliding Club de Dunstable et vole régulièrement dans les rencontres de planeur vintage.
Une réplique "parfaite" du Rhönsperber, construite par Otto Grau en 1997 est inscrite au registre des aéronefs civils allemands en 2010. 

## Avions exposés
- Musée Locnictwa Polskiego, Cracovie : Rhönsperber SP-148 [8]